# Музичний блог Доктора Жахливого
«Музичний блог Доктора Жахливого» (англ. Dr. Horrible's Sing-Along Blog; варіант перекладу «Музичний відеоблог Доктора Жаху») — незалежний американський короткометражний комедійний мюзикл, спочатку створений спеціально для безкоштовного розповсюдження через Інтернет (вебсеріал). Фільм описує історію молодого простодушного хлопця на ім'я Вільям (Біллі), який, під псевдонімом Доктор Жахливий (англ. Dr. Horrible), намагається стати великим суперлиходієм і вступити в лігу злодіяк, а також його заклятого ворога Капітана Молотка (англ. Captain Hammer) і таємної любові Пенні (англ. Penny).
Фільм створено на свої власні гроші режисером Джосом Відоном, сценаристом Заком Уідоном і композитором Джедом Відоном (брати), а також Морісою Теншероун Уідон (дружина Джеда Уідона). Фільм складається з трьох 15-хвилинних частин.
Команда написала мюзикл протягом Страйку сценаристів США 2007—2008 років. Ідея була в тому, щоб створити щось маленьке і недороге, але якісне й професійне, щоб обійти проблеми, через які відбувався протест. 31 жовтня, 2008, фільм зайняв 15 місце у Таймс-топ 50 винаходів 2008(Time's Top 50 Inventions of 2008). Також виграв нагороду ’Вибір народу’ (People's Choice Award) за Найулюбленішу он-лайн сенсацію’, і у 2009 Нагороду Г'юґо за Найкращу драматичну постановку в короткій формі. У 2009 у Стрім Авордс за вебтелебачення, Доктор Жахливий переміг у 7 номінаціях: Приз глядацьких симпатій за найкращий вебсеріал, Найкраща режисура в комедійному вебсеріалі, Найкращий сценарій для вебсеріалу, Найкраща чоловіча роль в комедійному вебсеріалі, Найкращий Сценарист, Найкраще в кінематографі і Найоригінальніша музика. Також фільм виграв у 2009 Еммі за ’Outstanding Special Class — Short-format Live-Action Entertainment Programs.’
Реліз серіалу відбувся в липні 2008 із дводенним інтервалом між кожним епізодом.

## Сюжет

### Перша дія
Біллі в образі Доктора Жахливого знімає черговий шматок свого відеоблогу, описуючи свої плани і відповідаючи на листи глядачів. У черговому листі його запитують про те, хто ця «вона», яку він весь час згадує. Біллі, явно не чекав такого питання і збитий з пантелику, поринає у спогади впереміш з фантазіями.
У своїх фантазіях Біллі співає пісню «Мій замри-Промінь» (англ. «My Freeze Ray») про те, як його новий винахід, замри-Промінь, допоможе йому зупинити час, щоб він міг підібрати слова для освідчення в коханні дівчині Пенні, яку він кожного разу зустрічає в пральні, але з якою не може заговорить через збентеження.
Спогади Біллі перериває прихід його друга і підручного (англ. henchman) Мокрого (англ. Moist), який приносить йому пошту. Серед кореспонденції виявляється лист від Поганого Коня (англ. Bad Horse), голови Злої Ліги Зла (англ. Evil League of Evil). Лист (текст якого проспівують «ковбої», що з'являються на задньому плані — «Хор Поганого Коня» (англ. «Bad Horse Chorus») інформує Доктора Жахливого, що його запит на вступ до ЗЛЗ розглянутий, і що для вступу від нього вимагається зробити показовий злочин («Bad Horse Chorus»). Мокрий сумнівається в тому, що Біллі варто за це братися, але той упевнений в собі і говорить, що все, чого йому бракує для такого злочину — вкрасти чудофлоній (англ. wonderflonium) для свого замри-Променя.
У наступній сцені Біллі готується вкрасти валізу з чудофлоніем. Для цього він планує, за допомогою хитрого приладу під назвою «Жахливий Пульт Дистанційного Управління фургонами» (англ. «Horrible Van Remote»), захопити управління броньованим фургоном, в якому його перевозять. Однак у той же час і в тому ж місці виявляється Пенні, що збирає (у формі пісні «Турботливі руки» (англ. «Caring Hands») підписи на користь перетворення порожнього будинку, який мерія хоче зносити, в притулок для бездомних. Серед інших вона звертається до Біллі, відриваючи того від реалізації його зловісного плану. Пенні впізнає в Біллі сусіда по пральні і у них зав'язується розмова, про яку Доктор так давно мріяв. Перед Біллі постає складна дилема — розвинути знайомство або продовжити реалізацію плану. Біллі вирішує, що «чоловік повинен робити те, що повинен», про що співає в черговий пісні (англ. «A Man's Gotta Do») і продовжує дотримуватися початкового плану.
Захопивши управління фургоном, Біллі, в образі Доктора Жахливого, викрадає його, але раптово з'являється супергерой Капітан Молоток і, виконуючи героїчну пісню про те, що «чоловік повинен робити те, що повинен», ламає приймач на даху фургона. Фургон втрачає керування і мчить прямо на Пенні. В останній момент Капітан Молоток відштовхує її в купу сміття і з бравим виглядом встає на шляху фургона. На його щастя, в цей момент Доктору Жахливому вдається відновити управління і фургон гальмує біля самих ніг Капітана Молотка (що сприймається ним і навколишніми як черговий ознака героїзму Капітана).
Доктор Жахливий, злякавшись за Пенні, вискакує зі свого укриття і накидається на Капітана Молотка з лайками, які Капітан Молоток швидко перериває методом грубої сили. Тут зі сміття з'являється Пенні, яка бажає подякувати герою, і Капітан Молоток про все забуває. Поки Капітан Молоток і Пенні співають один одному серенади, розсерджений, незрозумітий і ображений Доктор Жахливий йде, забравши валізу з чудофлоніем.

### Друга дія
Біллі таємно стежить за побаченнями Пенні і Капітана Молотка, співаючи пісню «Мої очі» (англ. «My Eyes») про те який жахливий світ. Пісні вторить Пенні, однак там, де Біллі бачить привід для озлоблення, Пенні бачить привід для надії і можливості поліпшити світ. Слухаючи Пенні Капітан Молоток підтакує дівчині, однак глядачеві очевидно, що він цікавиться більше собою, ніж проблемами світу.
У той же час між Біллі і Пенні зав'язується дружба і вони багато спілкуються під час зустрічей в пральні.
У своєму блозі, Доктор Жахливий розкриває що він закінчив збірку «замри-Променя», і обіцяє скористатися ним на наступний день. З наступного запису ми дізнаємося, що плани Доктора Жахливого провалилися, так як Капітан Молоток і поліція Лос-Анджелеса, як виявилося, теж дивляться його відеоблог. Доктору Жахливому дзвонить Поганий Кінь, і повідомляє, що публічний провал показового злодіяння можна компенсувати тільки вчиненням вбивства. Дзвінок, як і лист, озвучений «Хором Поганого Коня» (англ. «Bad Horse Chorus (Reprise)»). Біллі не готовий до такого повороту подій — вбивцею йому ставати явно не хочеться, але й відмовлятися від місця в ЗЛЗ він не має наміру.
Біллі намагається обговорити з Пенні свої проблеми використовуючи метафору прийому на роботу. Пенні співчуває Біллі, так як і сама не раз зазнавала труднощів з роботою. Пенні співає обнадійливу «Пісню Пенні» (англ. «Penny's Song»), яка ледь не закінчується поцілунком. В останній момент Пенні згадує, що за нею зараз повинен заїхати Капітан Молоток і повідомляє про це Біллі. Біллі панікує і намагається втекти, але не встигає. Пенні «знайомить» їх, і хоча при Пенні Капітан Молоток робить вигляд, що не впізнав Доктора Жахливого, а залишившись наодинці з Біллі він починає насміхатися над ним, і обіцяє затягнути Пенні до себе в ліжко просто тому, що вона подобається Доктору Жахливому.
Розлючений Біллі знаходить позитивну сторону в тому, що відбувається — він вирішує вбити Капітана Молотка, про що співає радісну пісню «Новий день» (англ. «Brand New Day»).

### Третя дія
Весь Лос-Анджелес співає пісню «Кажуть» (англ. «So They Say»), обговорюючи хрестовий похід Капітана Молотка проти бездомності. Пісню підспівує Пенні, роздумуючи над своїми відносинами з Капітаном Молотком, Доктор Жахливий, переконуючи себе в необхідності конструювання «Променя смерті» (англ. Death-Ray), і сам Капітан Молоток, розмірковуючи про те, що постійна дівчина буде корисна для його іміджу.
На церемонії відкриття притулку для бездомних, Капітан Молоток штовхає промову про убогих бездомних, яка переходить в оду собі і хвастощі відносинами з Пенні — пісня «Всі ми герої» (англ. «Everyone's a Hero»). Пенні намагається вислизнути з зали, але з'являється Доктор Жахливий і заморожує Капітана Молотка своїм «замри-Променем». Глядачі зі страху зіщулилися на своїх місцях, а Доктор Жахливий співає викривальну пісню «Вислизає» (англ. «Slipping»), в якій звинувачує людей в сліпоті і небажанні думати, і обіцяє виправити це: "Я приношу вам біль, таку, що не змовчати … сиплю на рану сіль — хай думки про бунт звучать ". Пенні дізнається в Докторі Жахливому Біллі і залишається в залі.
Ніхто не заважає Доктору Жахливому вбити Капітана Молотка, але він все не може набратися духу щоб натиснути на спусковий гачок Променя Смерті. Раптово, змари-Промінь дає збій, Капітан Молоток «розморожується», і відразу вдаряє кулаком Доктора Жахливого. Удар відкидає Біллі на півзали і ушкоджує «Промінь Смерті». Капітан Молоток не надає значення спалахам замиканням усередині пристрою, ігнорує попередження Доктора Жаху і намагається застосувати зброю проти його творця. Відбувається вибух. На всі боки летять осколки, але ні в Доктора Жахливого ні в Капітана Молотка не потрапляє жоден. Капітан Молоток наляканий і з криками "О, мені боляче! Мені здається це я свій біль відчуваю! Мамочка! "Тікає з залу. Біллі піднімається і бачить, що єдиною людиною, в яку потрапили осколки зброї виявилася Пенні. Дівчина смертельно поранена, але намагається заспокоїти Біллі, цитуючи підбадьорливі слова Капітана Молотка.
Пенні вмирає, і до Доктора Жахливого приходить слава: його приймають в Злу Лігу Зла, фанати Капітана Молотка стають фанатами Доктора Жахливого, кореспонденти мріють взяти у нього інтерв'ю, працівники банків самі виносять йому гроші зі сховищ, а колеги по цеху радісно вітають його на Злих вечірках. Але Біллі співає пісню «Все що ти коли-небудь» (англ. «Everything You Ever») про те, що це не принесло йому задоволення: «Все кошмар накрив: тут Доктор Жахливий у плоті, змусить вас від жаху трястися … Схилив коліна світ … І я не відчув … Нічого». — наприкінці пісні розгублений Біллі, в звичайному одязі, поза «Жахливим» образом, співає в свій блог.

## Комікс
Видавництвом Dark Horse Comics за світом «Музичного блогу Доктора Жахливого» було випущено (і опубліковано через Інтернет) чотири комікси:
«Капітан Молоток: Будь як я!» (англ. Captain Hammer: Be like me!) — Безкоштовні 8 сторінок, присвячених передісторії Капітана Молотка.
«Пенні: Вище Ніс» (англ. Penny: Keep your head up) — безкоштовні 8 сторінок, присвячених передісторії Пенні.
«Мокрий: Вологість наростає» (англ. Moist: Humidity rising) — безкоштовні 8 сторінок, присвячених передісторії Мокрого.
«Доктор Жахливий» (англ. Dr. Horrible) — повноформатний комікс, що розповідає про те, як Вільям став на шлях суперзлодіяки. У вільному доступі тільки перші 8 сторінок, решта — за гроші.

## Персонажі
- Вільям / Доктор Жахливий (англ. Dr. Horrible) (Ніл Патрік Гарріс) — суперлиходій за типом божевільного вченого з «докторським ступенем із жахів». Він хоче стати членом Злої Ліги Зла і використовувати свої винаходи, щоб захопити світ і поліпшити суспільство, яке він вважає тупим, лицемірним і сліпим. Крім того, він закоханий у Пенні і мріє про відносини з нею. Словосполучення «Dr. Horrible» буквально перекладається на українську мову саме як «Доктор Жахливий» (що неодноразово обігрують у фільмі), але в той же час в аналогічній ситуації з «Доктором Зло» (англ. «Dr. Evil» — букв. «Доктор Злий») перекладачі використовували варіант з іменником, через що існує і варіант перекладу «Доктор Жах».
- Пенні (англ. Penny) (Феліція Дей) — таємна любов Вільяма. Ідеалістка, наївна мрійниця і весь вільний час зайнята благодійністю, допомогою благодійним організаціям. Її оптимізм разюче відрізняється від цинізму і мізантропії Біллі, а її схильність до благодійності — від нарцисизму Капітана Молотка.
- Капітан Молоток (англ. Captain Hammer) (Натан Філліон) — заклятий ворог Доктора Жахливого. Цей самозакоханий супергерой дуже сильний, але дуже поверховий і воліє вирішувати проблеми за допомогою кулаків, а не мізків. Англійське «Hammer» можна перевести на українську мову і як не дуже героїчне «Молоток» і як більш звучне «Молот», але логотип на майці Капітана Молотка однозначно вказує на правильний переклад.
- Мокрий (англ. Moist) (Саймон Хелберг) — друг і підручний Доктора Жахливого, що володіє не дуже вражаючою здатністю постійно виділяти вологу. Входить до Профспілки підручних. Іноді допомагає Жахливому в його злодіяннях.

## Продовження
18 квітня 2011 в інтерв'ю для «New York Times» Джос Уідон проговорився, що ведеться робота над продовженням Музичного блогу Доктора Жахливого. «У нас є кілька майже закінчених пісень, і у нас вийшла дуже специфічна структура». Уідон заявив, що «продовження його культового вебсеріалу, безумовно, „існує в його серці“, але це все залежить від наявності достатнього часу».